# Franja de Caprivi

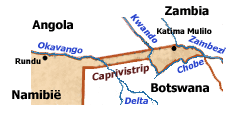
Mapa de la franja de Caprivi.

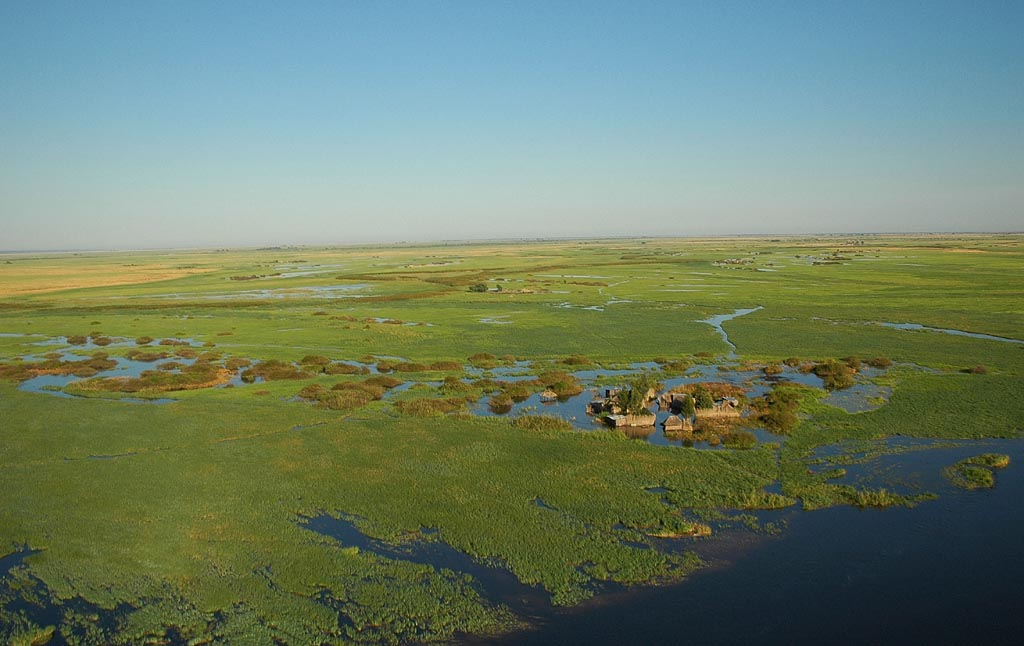
Vista de un pueblo en la Franja de Caprivi.

La Franja de Caprivi, (en alemán: Caprivizipfel, en inglés: Caprivi Panhandle, Gaza de Okavango, u Okavango Panhandle) y anteriormente conocido como Itenge, es el saliente más pronunciado del mundo con unos 450 km (280 mi). Se encuentra en Namibia y se extiende hasta el punto más cercano de ser considerado un cuatrifinio junto con Botsuana, Angola y Zambia dónde se encuentra el puente de Kazungula.
Su origen histórico se debe a un acuerdo firmado a finales del siglo XIX por la Alemania de Leo von Caprivi, sucesor de Bismarck y la Inglaterra victoriana. Alemania cedía el archipiélago de Zanzíbar a cambio de esta franja y la isla de Heligoland. El interés alemán residía en unir Namibia, que les pertenecía, con África Oriental Alemana y de esa manera poder llegar desde el Atlántico hasta el Índico atravesando el río Zambeze. Sin embargo, no contaron con que el trayecto sería interrumpido por las Cataratas Victoria, las más grandes del mundo, hecho que sí era conocido por los ingleses.
Caprivi está bordeado por los ríos Okavango, Cuando y Zambezi. Su asentamiento más grande es la ciudad de Katima Mulilo. La franja está dividida administrativamente entre la región de Zambezi al este y parte de la región de Kavango del Este al oeste de la franja. Pasó por una insurrección independentista de 1994 a 1999. 